# Gare de Brassac-les-Mines – Sainte-Florine
Gare de Brassac-les-Mines - Sainte-Florine – stacja kolejowa w Brassac-les-Mines, w departamencie Puy-de-Dôme, w regionie Owernia-Rodan-Alpy, we Francji.
Jest stacją Société nationale des chemins de fer français (SNCF), obsługiwaną przez pociągi Intercités i TER Auvergne.

## Położenie
Znajduje się na wysokości 409 m n.p.m., na km 472,889 linii Saint-Germain-des-Fossés – Nîmes, pomiędzy przystankami Breuil-sur-Couze i Arvant.